# Yum Kaax
Yum Kaax est dans la religion maya le dieu des plantes et des animaux sauvages. On affirme souvent à tort que c'est le dieu du maïs et de l'agriculture.